# L'Enfant du cirque (film, 1963)
Pour les articles homonymes, voir L'Enfant du cirque.
Pour plus de détails, voir Fiche technique et Distribution.
L'Enfant du cirque (Il figlio del circo) est un mélodrame musical franco-italien réalisé par Sergio Grieco et sorti en 1963.

## Notice technique
Sauf indication contraire, les informations mentionnées dans cette section peuvent être confirmées par la base de données cinématographiques IMDb,  présente dans la section « Liens externes ».
- Titre en français : L'Enfant du cirque ou Plus fort que le sang[2]
- Titre original : Il figlio del circo[3]
- Réalisation : Sergio Grieco
- Scenario :	Fabio De Agostini, Sergio Grieco, André Tabet
- Photographie :	Angelo Lotti
- Montage : Enzo Alfonzi
- Musique : Felice Montagnini
- Assistant réalisateur : Giulio Pannaccio
- Société de production : Capitole Films, Compagnia cinematografica mondiale
- Pays de production :  Italie -  France
- Langue originale : Italien
- Format : Noir et blanc - Son mono
- Durée : 90 min (1 h 30)
- Genre : Comédie dramatique et film musical
- Dates de sortie :
  - Italie : 1963
  - France : 27 décembre 1963 (Paris) ; 24 juin 1964 (Nice[2])

## Distribution
- Ramuncho : Rocco Antares
- Antonella Lualdi : Jenny Nardelli
- Mario Feliciani : Le procureur
- Pierre Mondy : Philip Nardelli
- Rik Battaglia : Steffi
- Gina Rovere : Adua Senoner
- Ubaldo Lay : Adami, l'avocat
- Renzo Palmer : Paper, le pianiste
- Susan Terry
- Vittorio Sanipoli : Gillo Antares
- Giuseppe Addobbati
- Goffredo Unger
- Mirko Ellis : Marcos
- Sergio Ammirata : Le journaliste